# Lonnie Shelton
Pour les articles homonymes, voir Shelton.
Lonnie Jewel Shelton (né le 19 octobre 1955 à Bakersfield (Californie) et mort le 8 juillet 2018 à Westminster (Californie)) est un joueur américain de basket-ball de NBA qui joua de 1976 à 1985.
Il évolua à l'université d'État de l'Oregon. Lonnie Shelton fut sélectionné par les Sounds de Memphis (devenant par la suite les Claws de Baltimore) en ABA en 1975. Il fut ensuite sélectionné par les Knicks de New York au deuxième tour de la draft 1976.

## Biographie

### Carrière professionnelle
Lonnie Shelton joua aux Knicks durant deux saisons, jouant ensuite 5 saisons avec les SuperSonics de Seattle, terminant sa carrière aux Cavaliers de Cleveland durant 3 saisons. Shelton fut leader de la NBA aux fautes personnelles lors de ses deux premières saisons avec New York. En 1979, sa première saison avec les SuperSonics, Shelton fut le titulaire au poste d'ailier-fort, aidant les Supersonics à remporter le titre NBA. En 1982, Shelton fut l'un des trois représentants des SuperSonics au NBA All-Star Game (avec Jack Sikma et Gus Williams) et fut nommé dans la « NBA's second All-Defense Team ».

### Famille
Le fils de Lonnie Shelton L.J.,,, est offensive tackle en NFL sous les couleurs des Dolphins de Miami, et son autre fils, Marlon, joua à l'université de Washington de 1998 à 2003. Ses plus jeunes fils Titus et Tim jouent en NCAA respectivement pour Cal Poly et San Diego State.